# Alexander Richter
Alexander Richter (7. prosince 1843 Cheb – 29. listopadu 1914 Praha) byl rakouský a český podnikatel a politik německé národnosti, na přelomu 19. století a 20. století poslanec Českého zemského sněmu.

## Biografie
Jeho otcem byl průmyslník Franz Richter, jenž založil na Smíchově textilní továrnu, kterou pak Alexander Richter převzal. Vystudoval v Praze a angažoval se v hospodářských a politických otázkách pražských Němců. Byl aktivní v místní školské radě a podporoval rozvoj a udržení německojazyčného školství. Spoluzakládal Německý divadelní spolek. Roku 1885 zakoupil pozemek pro Nové německé divadlo a zasadil se o úspěch sbírek na jeho stavbu, za čímž účelem podnikal cesty po německých krajích Čech. Působil ve vedení ústředního pražského německého spolku Deutsches Kasino. Zasedal ve smíchovské obecní radě.
V 80. letech 19. století se zapojil i do zemské politiky. Ve volbách v roce 1883 byl zvolen na Český zemský sněm za kurii obchodních a živnostenských komor (obvod Praha). Do sněmu se vrátil po doplňovacích volbách v únoru 1892, nyní za obchodních a živnostenských komor, obvod Cheb. Mandát obhájil i v řádných zemských volbách v roce 1895 a opět ve volbách v roce 1901, nyní za kurii obchodních a živnostenských komor (obvod Cheb). V pražské obchodní komoře totiž mezitím převážili Češi a zvolení německých kandidátů za komoru do sněmu již nebylo možné. Patřil k německým liberálům (takzvaná Ústavní strana, později Německá pokroková strana). Zasedal ve vedení strany.
Byl členem vedení České spořitelny, později jejím vrchním ředitelem.
V roce 1909 se stal členem Panské sněmovny (jmenovaná horní komora Říšské rady).
Jeho druhou manželkou byla herečka Minna Bichler. Zemřel v listopadu 1914 po delší srdeční chorobě, k níž se v posledních dnech přidala bronchitida. Pohřben byl na Hřbitově Malvazinky.